# 加纳克
加纳克（法語：Ganac，法語發音：[ɡanak]）是法国阿列日省的一个市镇，属于富瓦区。

## 地理
加纳克（42°56'49"N, 1°33'46"E）面积20.19 平方千米，位于法国奧克西塔尼大區阿列日省，该省份为法国西南部内陆省份，西部和北部与上加龙省接壤，东临奥德省，东南至东比利牛斯省接壤，南与安道尔和西班牙接壤。
与加纳克接壤的市镇（或旧市镇、城区）包括：布拉萨克、阿列日河畔费里耶尔、富瓦、蒙图略、普拉约勒、滨河圣皮埃尔、索拉特。

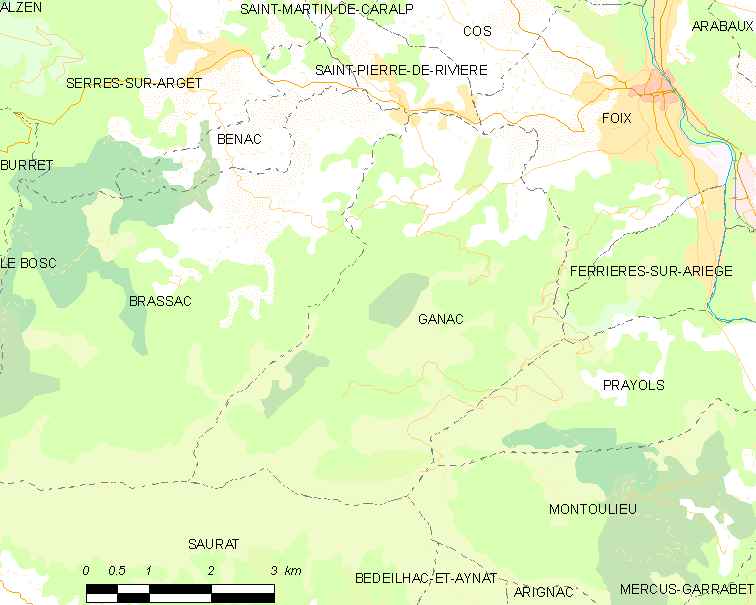
加纳克的OSM定位图

加纳克的时区为UTC+01:00、UTC+02:00（夏令时）。

## 行政
加纳克的邮政编码为09000，INSEE市镇编码为09130。

## 政治
加纳克所属的省级选区为富瓦县。

## 人口

1962-2008年间加纳克人口变化图示

加纳克于2022年1月1日时的人口数量为746人。